# Hidilyn Diaz
Hidilyn Francisco Diaz (Zamboanga City, 20 de febrer de 1991) és una halteròfila i militar filipina. Tot i que va començar les competicions olímpiques el 2008 no es va revelar fins al 2016 quan va assolir una medalla d'argent als Jocs Olímpics d'estiu de Rio de Janeiro.
El 26 de juliol del 2021 guanyà la medalla d'or a la categoria d'halterofília femenina de 55kg als Jocs Olímpics d'Estiu de 2020, que tingueren lloc el 2021 per culpa de la pandèmia de COVID-19, a Tòquio, tot establint un nou rècord per a la seva categoria aixecant un total de 224kg. És actualment l'única esportista de les Filipines que hagi obtingut una medalla d'or als Jocs Olímpics.

## Palmarès internacional
| Campionats internacionals            | Campionats internacionals | Campionats internacionals | Campionats internacionals |
| Any                                  | Indret                    | Medalla                   | Categoria                 |
| ------------------------------------ | ------------------------- | ------------------------- | ------------------------- |
| Jocs Olímpics d'Estiu de 2016        | Rio de Janeiro ( Brasil)  | 2                         | 53kg                      |
| Jocs Asiàtics de 2018                | Jakarta ( Indonèsia)      | 1                         | 53kg                      |
| Jocs Olímpics d'Estiu de 2020 (2021) | Tòquio ( Japó)            | 1                         | 55kg                      |